# Becanchén (Campeche)
Becanchén es una localidad del estado mexicano de Campeche. Es parte del municipio de Hopelchén.

## Toponimia
El nombre «Becanchén» proviene de los términos en maya bekan, llano; che'en, pozo. Su significado es «pozo en el llano».

## Demografía
| Gráfica de evolución demográfica |
|                                  |

| Censo | Población |
| ----- | --------- |
| 1921  | 173       |
| 1930  | 191       |
| 1940  | 201       |
| 1950  | 242       |
| 1960  | 354       |
| 1970  | 305       |
| 1980  | 604       |
| 1990  | 815       |
| 2000  | 839       |
| 2010  | 997       |
| 2020  | 1 113     |